# Social-Media-Manager
Ein Social-Media-Manager ist ein Kommunikationsmanager, der die strategische Kommunikation einer Organisation (meist Unternehmen) oder Person in sozialen Medien verantwortet. Die allgemeinen Tätigkeiten eines Social-Media-Managers umfassen Koordination, Steuerung, Content-Planung und -Umsetzung und Evaluation der Organisationsaktivitäten in sozialen Online-Medien, beispielsweise in sozialen Online-Netzwerken wie Facebook und Instagram, Blogging- bzw. Microbloggingdiensten wie Twitter sowie Content-Plattformen wie YouTube.

## Profil und Aufgaben
Eine erste Abgrenzung zwischen Community-Manager und Social-Media-Manager sowie Consultant auf Grundlage der unterschiedlichen Kompetenzfelder wurde vom Bundesverband Community Management im Juli 2012 veröffentlicht. Im Juni 2015 hat der Verband mit dem Whitepaper „Social Media Manager: Stellenprofil für Arbeitnehmer und Arbeitgeber“ erstmals eine eindeutige und ausführliche Definition sowie Abgrenzung des Berufsbildes veröffentlicht. Das Profil stellt eine Weiterentwicklung der in 2012 veröffentlichten Anforderungsprofile dar und wurde von hauptamtlichen Social-Media- und Community-Managern, unter Verwendung von empirischen Studien sowie mit der Hilfe von HR-Experten erstellt.
Die Position des Social-Media-Managers spielt eine zentrale Rolle für das Social-Media-Engagement des Unternehmens bzw. der Organisation. Er ist der zentrale Social-Media-Akteur, der strategisch neue Wege der Kommunikation für das Unternehmen eröffnet, sämtliche Aktivitäten in den sozialen Medien koordiniert und durch aktives Change Management zu einer digitalen Kultur beiträgt. Der Fokus des Social-Media-Managers liegt darauf, einen übergeordneten, strategischen Rahmen für das Social-Media-Engagement der Organisation zu schaffen und diesen kontinuierlich weiterzuentwickeln.
Der Social-Media-Manager ist Dreh- und Angelpunkt des Social-Media-Engagements. Er bildet die Schnittstelle in allen beteiligten Bereichen, plant, koordiniert, begleitet und überprüft sämtliche Maßnahmen, die im Rahmen der Social-Media-Strategie notwendig sind.
Der Social-Media-Manager verantwortet dabei sieben große Aufgabenbereiche:
1. Strategie
2. Change Management
3. Monitoring/Reporting
4. Schnittstellenfunktion
5. Koordination sämtlicher Social-Media-Aktivitäten
6. Qualitätssicherung von Inhalten
7. Führung des Community-Teams.

Die Gewichtung der Bereiche verändert sich mit voranschreitender Professionalisierung des Social-Media-Engagements. So spielt am Anfang eines Engagements das Thema Koordination der Social-Media-Aktivitäten so gut wie keine Rolle, während es später in den Mittelpunkt der Tätigkeit rückt.
Der Social-Media-Manager kennt sich sehr gut mit den Funktionsweisen und Spezifika von Social-Web-Diensten aus. Er weiß um Vor- und Nachteile einzelner Social-Media-Angebote und kann abwägen und einschätzen, welche Online-Kommunikationstools für die Strategie des Unternehmens genutzt oder auch bewusst nicht genutzt werden sollten. Idealerweise verfügt der Social-Media-Manager zudem nicht nur über grundlegende technische Verständnisse der Online-Dienste allgemein, sondern kennt auch weiterführende technische Details und Beschränkungen der einzelnen Plattformen. Zusätzlich zu diesen speziellen Fähigkeiten sind fortgeschrittene Kenntnisse im Umgang mit dem Computer, dem Internet und Content-Management-Systemen erforderlich oder zumindest sehr hilfreich.